# Manfred Pinkal

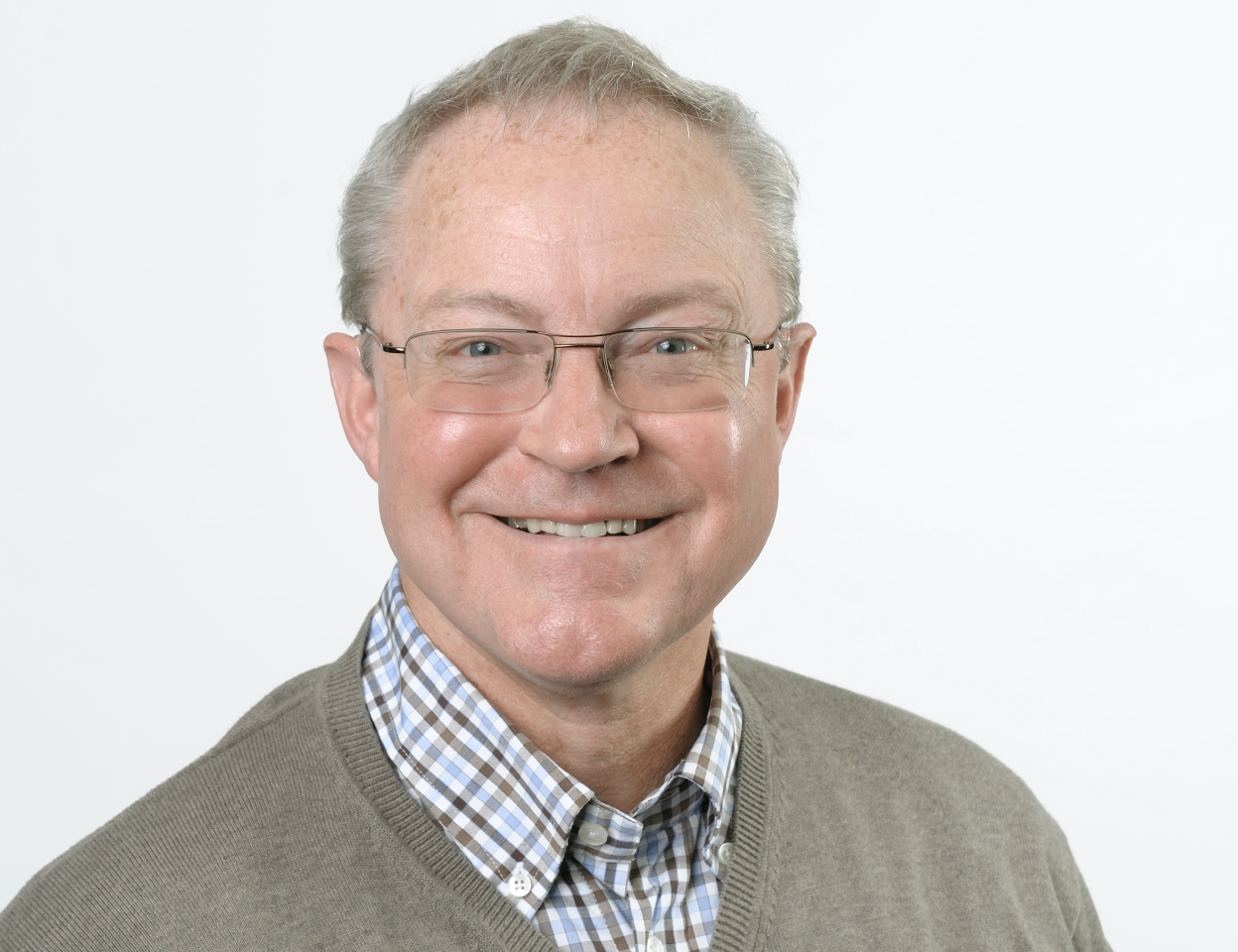
Manfred Pinkal

Manfred Pinkal (* 24. August 1949) ist ein deutscher Computerlinguist. Er ist Seniorprofessor an der Universität des Saarlandes.
Manfred Pinkal studierte Linguistik, Germanistik, Philosophie und Informatik an den Universitäten von Bochum und Stuttgart. Er wurde an der Universität Stuttgart im Fach Linguistik promoviert. Pinkal lehrt seit 1990 als Professor für Computerlinguistik an der Universität des Saarlandes. Er war Mitbegründer und Projektleiter zweier Sonderforschungsbereiche und Gründungssprecher des internationalen Graduiertenkollegs „Language Technology and Cognitive Systems“ der DFG. Seit 2007 ist er stellvertretender Sprecher des Exzellenzclusters „Multi-Modal Computing and Interaction“. Im Zentrum von Pinkals Arbeit steht die Repräsentation und Verarbeitung von Bedeutungsinfomation im Rahmen von wahrheitsbasierter und distributioneller Semantik, mit einem speziellen Fokus auf Vagheit, Ambiguität und der Interaktion von Bedeutung und Kontext. Pinkal erhielt im Jahr 2000 als erster Computerlinguist den Gottfried-Wilhelm-Leibniz-Preis. Er ist Mitglied der Mainzer Akademie der Wissenschaften und der Literatur.